# Handball en Espagne
Le handball est très populaire en Espagne, aussi bien au niveau des équipes nationales que des clubs, le championnat masculin ayant pendant très longtemps été l'un des plus grands championnats avec la Bundesliga.
Au niveau des Coupes d'Europe, les clubs espagnols tels que le FC Barcelone, le BM Ciudad Real, le PSA Pampelune, le Club Deportivo Bidasoa ou encore BM Valladolid ont remporté de nombreux titres, Barcelone étant le club ayant le plus de fois remporté la Ligue des champions (11 victoires et 4 finales) et la Coupe des coupes (5 victoires et 0 finale).
L'équipe nationale masculine est double championne du monde (2005, 2013), triple vice-championne d'Europe (1996, 1998, 2006) et triple médaillée de bronze aux Jeux olympiques.
Les femmes, elles, n'ont pas remporté de titre international majeur mais semblent en progression, étant vice-championnes d'Europe en 2008 et en 2014, vice-championnes du monde en 2019  et ayant remporté deux médailles de bronzes, au Mondial 2011 puis aux JO 2012.

## Histoire

### Crise économique
La crise économique a fortement touché l'Espagne et par conséquent les clubs du championnat. Ainsi, les derniers grands rivaux du FC Barcelone ont disparu : le Teka Santander disparait en 2008, suivi en 2013 du Portland San Antonio et du BM Ciudad Real devenu BM Atlético de Madrid deux ans plus tôt pour parer, déjà, à des problèmes financiers. Si d'autres comme l'Ademar León ou le BM Valladolid ont pour l'instant réussi à continuer à exister au prix d'importants sacrifices financiers, le niveau sportif du championnat a très fortement diminué, au point d'être dorénavant essentiellement formé de clubs amateurs.
À l'orée de la saison 2014-2015, l'exode continue avec par exemple le départ des entraîneurs Mateo Garralda (Guadalajara vers Știința MD Bacău, Roumanie) et "Zupo" Equisoainà (Encantada vers la sélection espoir du Qatar). Quant aux clubs, l'Ademar León, qualifié pour la Coupe de l'EHF masculine 2013-2014 et en lice pour une nouvelle qualification en championnat, a annoncé un budget en baisse de 20%, compris entre 750 000 € et 800 000 €, soit un budget inférieur au minimum actuel imposé aux formations françaises évoluant en Pro D2 (780 000 €).

## Naturalisations de joueurs étrangers
La politique de naturalisation de joueurs étrangers a toujours été important pour le handball espagnol, notamment après la Chute des régimes communistes en Europe au début des années 1990 qui a vu affluer dans les championnats d'Espagne de nombreux joueurs venant de l'ex-Yougoslavie et de l'ex-URSS.
Parmi ces joueurs, le cas le plus notable est celui de Talant Dujshebaev, élu meilleur handballeur de l'année en 1994 et 1996 et naturalisé espagnol en 1995, après avoir évolué sous le maillot de l'URSS puis de la Russie. Andrei Xepkin, pivot d'origine ukrainienne et recordman de victoires en Ligue des champions, a été naturalisé peu de temps après, en 1997 et a notamment remporté une médaille de bronze aux JO 2000 et deux médailles aux championnats d'Europe en 1998 et 2000. Parmi les autres joueurs célèbres, on notera également les Cubains Rolando Uríos (à partir de 2004) et Julio Fis (à partir de 2004). Plus récemment, le gardien de but serbe Arpad Šterbik porte le maillot espagnol depuis 2009 tandis que le biélorusse Siarhei Rutenka a renoncé en janvier 2008 à la nationalité slovène (sic) pour obtenir la nationalité espagnole, mais se ravise finalement et ne portera jamais le maillot espagnol. La naturalisation du Hongrois László Nagy a également été évoquée après qu'il eut décidé pendant plusieurs années de ne plus être sélectionné en équipe nationale.
Chez les féminines, on peut citer la Soviétique Natalia Morskova qui a acquis la nationalité espagnole en 1998 après avoir remporté deux championnats du monde sous le maillot de l'URSS, la Roumaine Mihaela Ciobanu ou plus récemment l'arrière gauche portugaise Alexandrina Barbosa (depuis 2012) ou la gardienne de but brésilienne Darly Zoqbi de Paula (depuis 2015).

## Organisation
L'ASOBAL, créée en 1989, s'occupe du Championnat (Liga ASOBAL), de la Coupe du Roi et de la Supercoupe d'Espagne. La Coupe d'Espagne (précédemment Coupe ASOBAL) est, elle, gérée par la Fédération royale espagnole de handball (RFEBM) depuis 2023.
La Fédération royale espagnole de handball s'occupe des compétitions professionnelles féminines : la División de Honor (D1), la División de Honor Oro (D2), la División de Honor Plata (D3), la Coupe de la Reine, la Supercoupe d'Espagne. L'Associatión de clubes de Balonmano Femenino (es), qui a existé entre 2000 et 2013, a notamment organisé la Coupe ABF.
La Fédération royale espagnole de handball s'occupe aussi des divisions non professionnelle et des sélections nationales.

## Clubs masculins
| 1 | Liga ASOBAL 16 équipes                            |
| 2 | División de Honor Plata 16 équipes                |
| 3 | Primera División Estatal 6 poules de 16 équipes   |
| 4 | Segunda División Nacional Communautés autonomes   |
| 5 | Segunda División Nacional B Communautés autonomes |
| 6 | Primera Territorial Provinces                     |
| 7 | Segunda Territorial Provinces                     |
| 8 | Tercera Territorial Provinces                     |

### Championnat
Le Championnat masculin, nommée « Liga ASOBAL » , rassemble l'élite des clubs masculins espagnoles. Fondé en 1951. Le FC Barcelone est le club le plus titré de la compétition avec vingt et un championnats remportés.

### Clubs de l'édition2022-2023
| \| FC Barcelone BM Granollers CD Bidasoa CB Benidorm BM Ciudad Encantada BM Logroño La Rioja CB Ademar León SCDR Anaitasuna BM Huesca CB Puente Genil BM Torrelavega CB Cangas Atlético Valladolid BM Sinfín BM Cisne AD Ciudad de Guadalajara \| Localisation des clubs engagés dans le championnat 2022-2023 |
| FC Barcelone BM Granollers CD Bidasoa CB Benidorm BM Ciudad Encantada BM Logroño La Rioja CB Ademar León SCDR Anaitasuna BM Huesca CB Puente Genil BM Torrelavega CB Cangas Atlético Valladolid BM Sinfín BM Cisne AD Ciudad de Guadalajara                                                                    |

| Club                         | Localisation | Salle                                                  | Capacité |
| ---------------------------- | ------------ | ------------------------------------------------------ | -------- |
| FC Barcelone                 | Barcelone    | Palau Blaugrana                                        | 8 250    |
| BM Granollers                | Granollers   | Palais des sports de Granollers                        | 5 685    |
| Club Deportivo Bidasoa       | Irun         | Artaleku                                               | 2200     |
| CB Benidorm                  | Benidorm     | Polideportivo Manuel Camba                             | 3500     |
| GlobalCaja Ciudad Encantada  | Cuenca       | Municipal El Sargal                                    | 1 900    |
| BM Logroño La Rioja          | Logroño      | Palais des sports de La Rioja                          | 3 851    |
| CB Ademar León               | León         | Palais des sports de León                              | 6 000    |
| SCDR Anaitasuna              | Pampelune    | Pavillon Anaitasuna                                    | 2 500    |
| BM Huesca                    | Huesca       | Palacio Municipal de Huesca                            | 5 500    |
| CB Puente Genil              | Puente Genil | Polideportivo Municipal Alcalde Miguel Salas           | 600      |
| BM Torrebalonmano (es)       | Torrelavega  | Pabellón Vicente Trueba                                | 3 000    |
| CB Cangas                    | Cangas       | Municipal O Gatañal                                    | 3 000    |
| Atletico Valladolid Handball | Valladolid   | Polideportivo Huerta del Rey                           | 3502     |
| CD Elemental Sinfín BM       | Santander    | Pabellón de La Albericia                               | 4 000    |
| BM Cisne (es)                | Pontevedra   | Centro Galego de Tecnificación Deportiva de Pontevedra | 3 851    |
| AD Ciudad de Guadalajara     | Guadalajara  | Multiusos de Guadalajara                               | 5 894    |

## Clubs féminins
| 1 | División de Honor 12 équipes                   |
| 2 | División de Honor Oro 14 équipes               |
| 3 | División de Honor Plata 4 poules de 14 équipes |

### Championnat
Le Championnat d'Espagne féminin de handball, nommé « División de Honor de balonmano femenino » ou « Liga Guerreras Iberdrola » (pour des raisons de sponsoring avec Iberdrola), rassemble l'élite des clubs féminins espagnols. Il a été fondé en 1952. Le championnat est organisé par la Fédération royale espagnole de handball (RFEBM).
Aujourd'hui dissout, le BM Mar Valencia est le club le plus titré de la compétition avec vingt-sept championnats remportés.
Depuis l'édition 2022-2023, le championnat compte 12 équipes (2 équipes de moins par rapport à la saison précédente 2021-2022). Le formule de la compétition est :
- Pendant la phase régulière de la Liga Guerreras Iberdrola, les 12 équipes participant à la compétition s’affrontent en matches aller-retour, soit 22 matches de saison régulière.
- A l'issue de la phase régulière sont joués des playdowns et playoffs selon le classement des équipes :
  - Les équipes occupant les 8 premières places du classement de saison régulière disputent des playoffs pour le titre de champion.
  - Les équipes occupant les 4 dernières places du classement de saison régulière disputent des playdowns de relégation. Les deux équipes les moins bien classées des playdowns sont relégués en División de Honor Oro Femenina.

### Clubs de l'édition 2022-2023
| \| A Guarda Barakaldo Elche Gijón Granollers Logroño Malaga Porriño Saint-Sébastien Valladolid Villava \| Localisation des clubs engagés dans le championnat espagnol, saison 2022-2023. |
| A Guarda Barakaldo Elche Gijón Granollers Logroño Malaga Porriño Saint-Sébastien Valladolid Villava                                                                                      |

| \| Telde \| Le Rocasa Gran Canaria est basé à Telde sur les îles Canaries |
| Telde                                                                     |

.
| Rang 2021-22 | Club                                    | Ville           | Communauté             | Province               |
| ------------ | --------------------------------------- | --------------- | ---------------------- | ---------------------- |
| 1er          | Super Amara Bera Bera                   | Saint-Sébastien | Pays basque            | Guipuscoa              |
| 2e           | CBF Málaga Costa del Sol                | Málaga          | Andalousie             | Province de Malaga     |
| 3e           | BM La Calzada (en)                      | Gijón           | Asturies               | Asturies               |
| 4e           | Rocasa Gran Canaria (BM Remudas)        | Telde           | Îles Canaries          | Province de Las Palmas |
| 5e           | CB Atlético Guardés                     | A Guarda        | Galice                 | Province de Pontevedra |
| 6e           | KH-7 BM. Granollers                     | Granollers      | Catalogne              | Province de Barcelone  |
| 7e           | BM Elche                                | Elche           | Communauté valencienne | Province d'Alicante    |
| 9e           | BM Aula Cultural (en)                   | Valladolid      | Castille-et-León       | Province de Valladolid |
| 8e           | BM Zuazo (en)                           | Barakaldo       | Pays basque            | Biscaye                |
| 10e          | BM Porriño (en)                         | O Porriño       | Galice                 | Province de Pontevedra |
| 1er (D2)     | Grafometal La Rioja (Sporting La Rioja) | Logroño         | La Rioja               | La Rioja               |
| 2e (D2)      | CD Beti Onak (en)                       | Villava         | Navarre                | Navarre                |

## Sélections nationales

### Palmarès masculin
Jeux olympiques
- (1996, 2000, 2008, 2020, 2024)

Championnat du monde
- (2005, 2013)
- (2011, 2021, 2023)

Championnat d'Europe
- (2018, 2020)
- (1996, 1998, 2006, 2016, 2022)
- (2000, 2014)

### Palmarès féminin
Jeux olympiques
- (2012)

Jeux méditerranéens
- (2005, 2018, 2022)
- (1979, 2001 )
- (1987, 1991, 1993)

Championnat du monde
- (2019)
- (2011)

Championnat d'Europe 
- (2008, 2014)

## Joueurs célèbres
| Joueurs - Julen Aguinagalde - David Barrufet, recordman de sélection (280) - Talant Dujshebaev, élu meilleur handballeur de l'année en 1996 - Alberto Entrerríos - Juanín García, meilleur buteur de la sélection (822 buts) - Mateo Garralda - Rafael Guijosa, élu meilleur handballeur de l'année en 1999 - José Javier Hombrados - Demetrio Lozano - Iker Romero - Valero Rivera (handball, 1985) - Víctor Tomás - Iñaki Urdangarin Voir aussiJoueurs historiques en équipe nationale | Joueuses - Alexandrina Barbosa - Verónica Cuadrado - Cristina Gómez Arquer, recordwomen de buts et de sélections en équipe nationale - Marta Mangué - Carmen Martín - Natalia Morskova - Montserrat Puche Voir aussiJoueuses historiques en équipe nationale |

## Palmarès des clubs espagnols

### Coupes d'Europe masculines
| - Ligue des champions (C1) (18) - FC Barcelone (12) : 1991, 1996, 1997, 1998, 1999, 2000, 2005, 2011, 2015, 2021, 2022, 2024 - BM Ciudad Real (3) : 2006, 2008, 2009 - CB Cantabria (1) : 1994 - Bidasoa Irun (1) : 1995 - PSA Pampelune (1) : 2001 - Coupe de l'IHF/Coupe de l'EHF/Ligue européenne (C3) (5) - BM Granollers (2) : 1995, 1996 - CB Cantabria (1) : 1993 - CBM Alzira Avidesa (1) : 1994 - FC Barcelone (1) : 2003 | - Coupe d'Europe des vainqueurs de Coupe (C2) (17) - FC Barcelone (5) : 1984, 1985, 1986, 1994, 1995 - CB Cantabria (2) : 1990, 1998 - BM Ciudad Real (2) : 2002, 2003 - PSA Pampelune (2) : 2000, 2004 - CB Ademar León (2) : 1999, 2005 - BM Granollers (1) : 1976 - CB Calpisa Alicante (1) : 1980 - Bidasoa Irun (1) : 1997 - BM Valladolid (1) : 2009 |

### Coupes d'Europe féminines
| - Ligue des Champions (1) - Mar Valencia (1) : 1997 - Coupe d'Europe des vainqueurs de Coupe (1) - Mar Valencia (1) : 2000 | - Coupe de l'EHF (2) - El Ferrobus Mislata (1) : 2000 - C.S. Itxako-Navarra (1) : 2009 |

## Français ayant évolué en Espagne

### Joueurs
Depuis Éric Cailleaux, précurseur en 1983, plusieurs joueurs français ont évolué dans des clubs espagnols. Parmi ceux-ci, on trouve  :
| Joueur             | Arrivée | Départ  | Club(s)              |
| ------------------ | ------- | ------- | -------------------- |
| Éric Cailleaux     | 1983    | 1984    | BM Granollers        |
| Bruno Martini      | 1996    | 1997    | SD Teucro Pontevedra |
| Bruno Martini      | 1998    | 1999    | CB Cangas            |
| Olivier Girault    | 1998    | 1999    | Bidasoa Irun         |
| Stéphane Raphanel  | 02/1999 | 06/1999 | Bidasoa Irun         |
| Semir Zuzo         | 1998    | 1999    | Bidasoa Irun         |
| Christophe Kempé   | 1999    | 2001    | Bidasoa Irun         |
| Patrick Cazal      | 1999    | 2002    | Bidasoa Irun         |
| Arnaud Calbry      | 2002    | 2003    | PSA Pampelune        |
| Stéphane Joulin    | 2003    | 2004    | BM Ciudad Real       |
| Jackson Richardson | 2000    | 2005    | PSA Pampelune        |
| Anthony Pistolesi  | 2003    | 2004    | Ademar León          |
| Cyril Viudes (de)  | 2005    | 2007    | Bidasoa Irun         |
| Arnaud Tabarand    | 2005    | 2007    | Bidasoa Irun         |
| Seufyann Sayad     | 2006    | 2007    | CB Cangas            |
| Seufyann Sayad     | 2007    | 2008    | BM Almería           |
| Seufyann Sayad     | 2008    | 2009    | SD Teucro Pontevedra |
| Jérôme Fernandez   | 2002    | 2008    | FC Barcelone         |
| Jérôme Fernandez   | 2008    | 2010    | BM Ciudad Real       |
| Luc Abalo          | 2008    | 2012    | BM Ciudad Real       |
| Guillaume Joli     | 2010    | 2012    | BM Valladolid        |
| Didier Dinart      | 2003    | 2012    | BM Ciudad Real       |
| Xavier Barachet    | 2012    | 2013    | BM Ciudad Real       |
| Nikola Karabatic   | 2013    | 2015    | FC Barcelone         |
| Mickaël Robin      | 02/2014 | 2014    | FC Barcelone         |
| Yanis Lenne        | 2017    | 2018    | FC Barcelone         |
| Cédric Sorhaindo   | 2010    | 2021    | FC Barcelone         |
| Ludovic Fabregas   | 2018    | 2023    | FC Barcelone         |
| Melvyn Richardson  | 2021    | 2025    | FC Barcelone         |
| Vincent Gérard     | 04/2025 | 2025    | FC Barcelone         |
| Timothey N'Guessan | 2016    | -       | FC Barcelone         |
| Dika Mem           | 2016    | -       | FC Barcelone         |

### Joueuses
Parmi les joueuses françaises ayant évolué dans des clubs espagnols, on trouve :
| Joueuse              | Arrivée | Départ | Club(s)               |
| -------------------- | ------- | ------ | --------------------- |
| Véronique Démonière  | 2002    | 2003   | SD Itxako             |
| Véronique Démonière  | 2004    | 2005   | CB Mar Alicante       |
| Véronique Démonière  | 2005    | 2006   | SD Itxako             |
| Véronique Démonière  | 2010    | 2011   | CB Mar Alicante       |
| Raphaëlle Tervel     | 2006    | 2009   | BM Bera Bera          |
| Raphaëlle Tervel     | 2010    | 2012   | SD Itxako             |
| Amélie Goudjo        | 2008    | 2010   | BM Bera Bera          |
| Alexandra Lacrabère  | 2008    | 2009   | BM Bera Bera          |
| Marion Callavé       | 2008    | 2009   | SD Itxako             |
| Wendy Obein          | 2009    | 2010   | BM Bera Bera          |
| Myriame Saïd Mohamed | 2010    | 2011   | Santander Marina Park |
| Myriame Saïd Mohamed | 2011    | 2012   | BM Elda Prestigio     |

## Événements organisés en Espagne
- 1992 : Jeux olympiques de Barcelone
- 1996 : Championnat d'Europe masculin
- 2013 : Championnat du monde masculin
- 2021 : Championnat du monde féminin

## Infrastructures

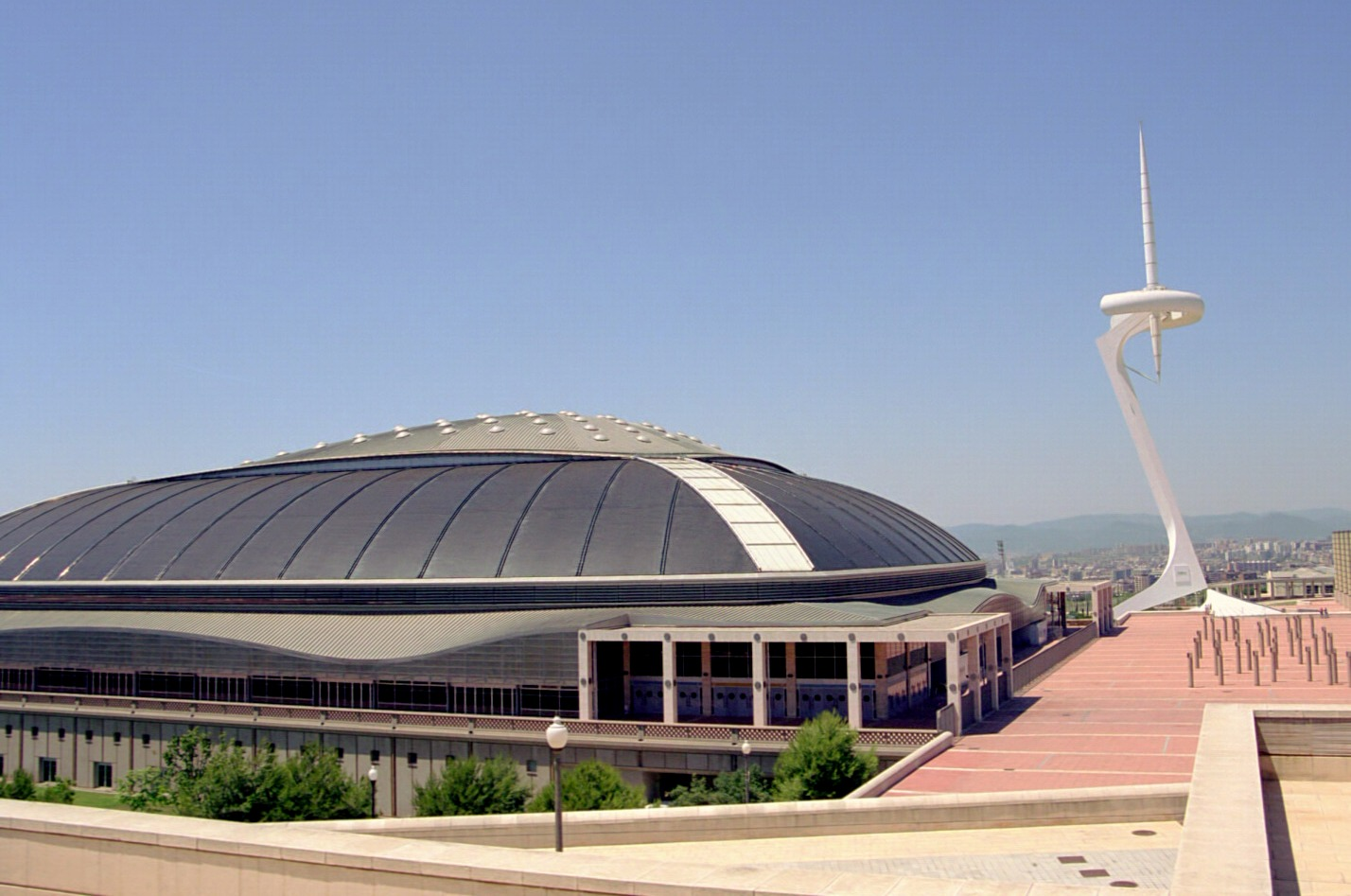
La Palau Sant Jordi de Barcelone (16 500 places).
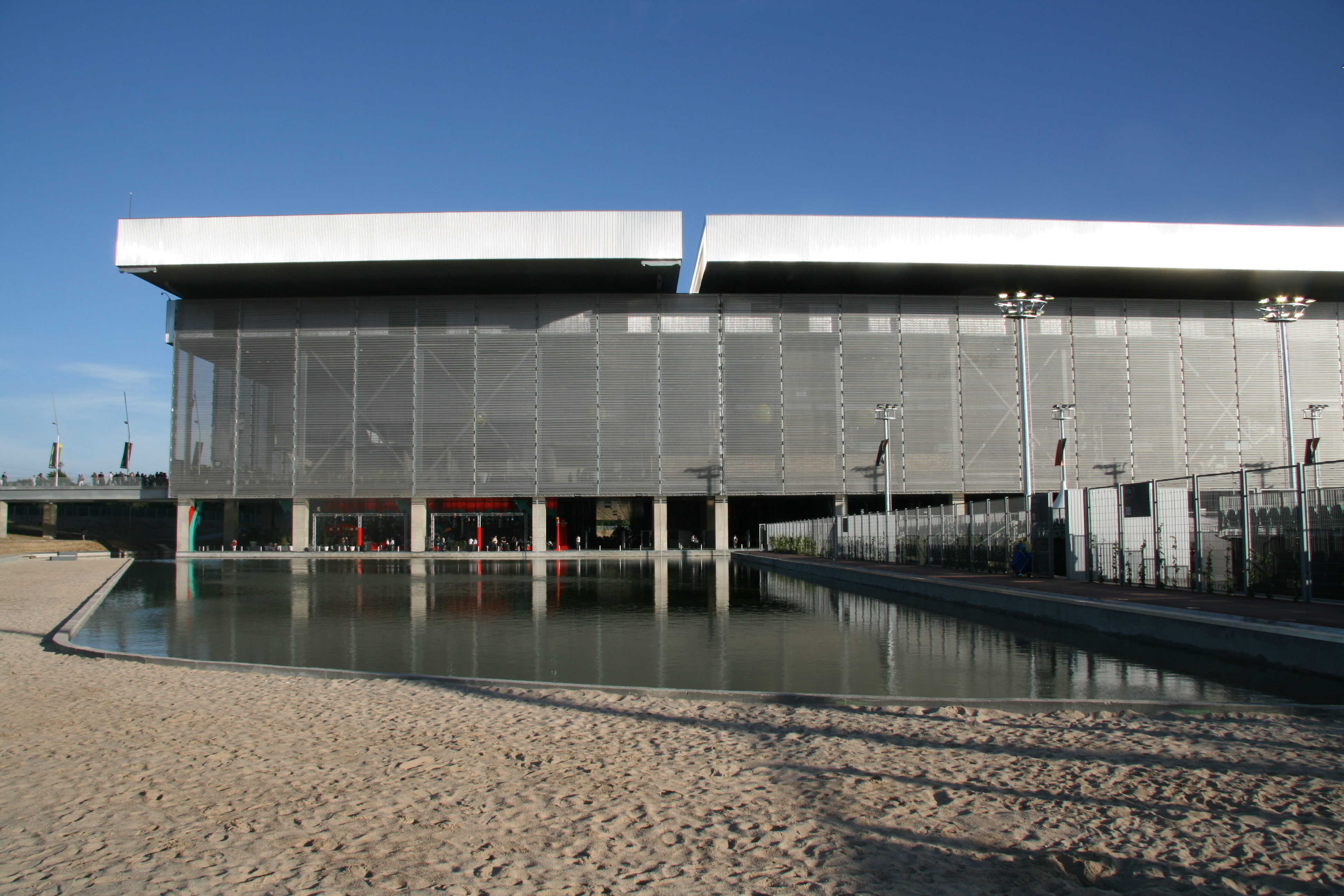
La Caja Mágica de Madrid (12 442 places).
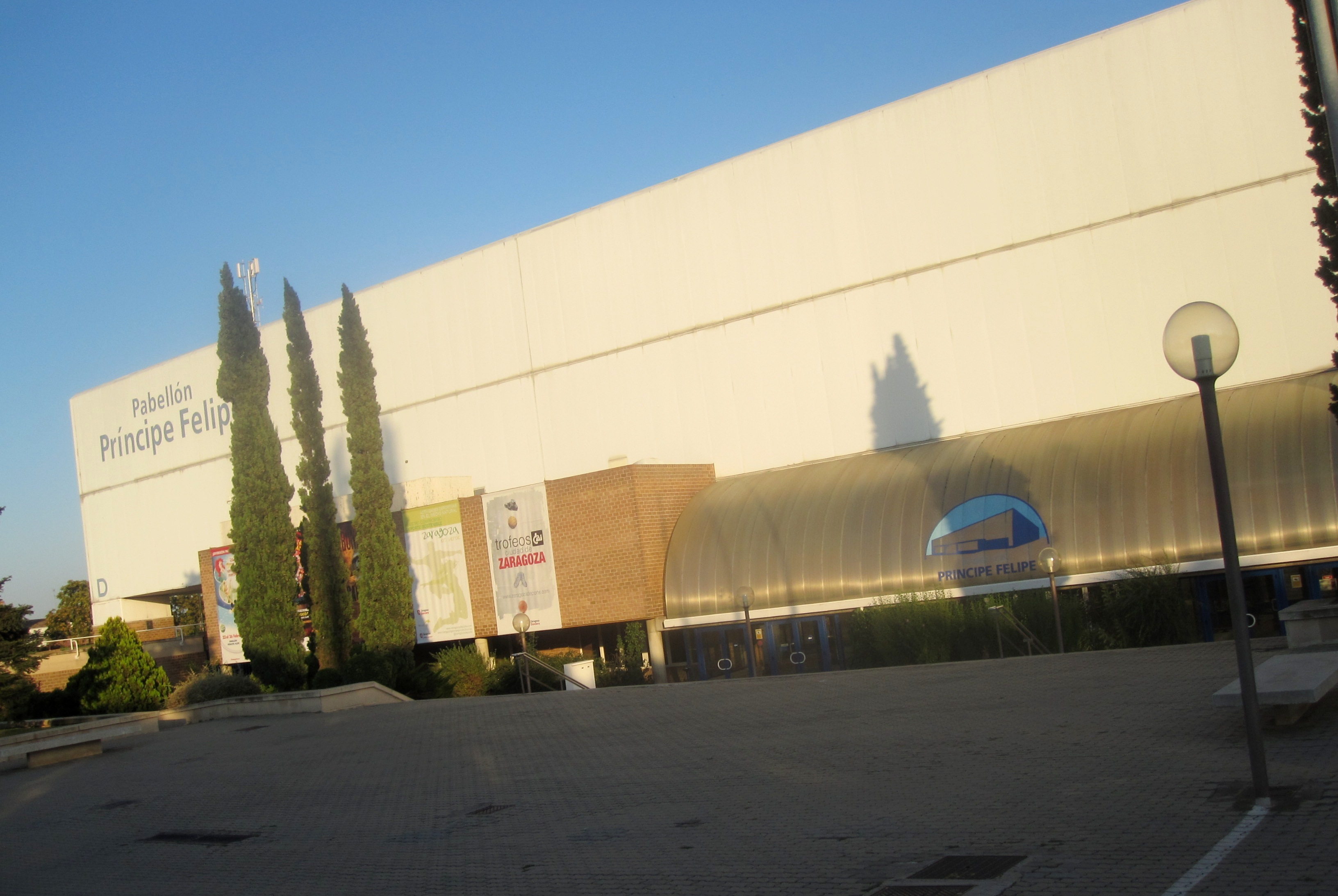
La Pavillon Príncipe Felipe de Saragosse (11 000 places).
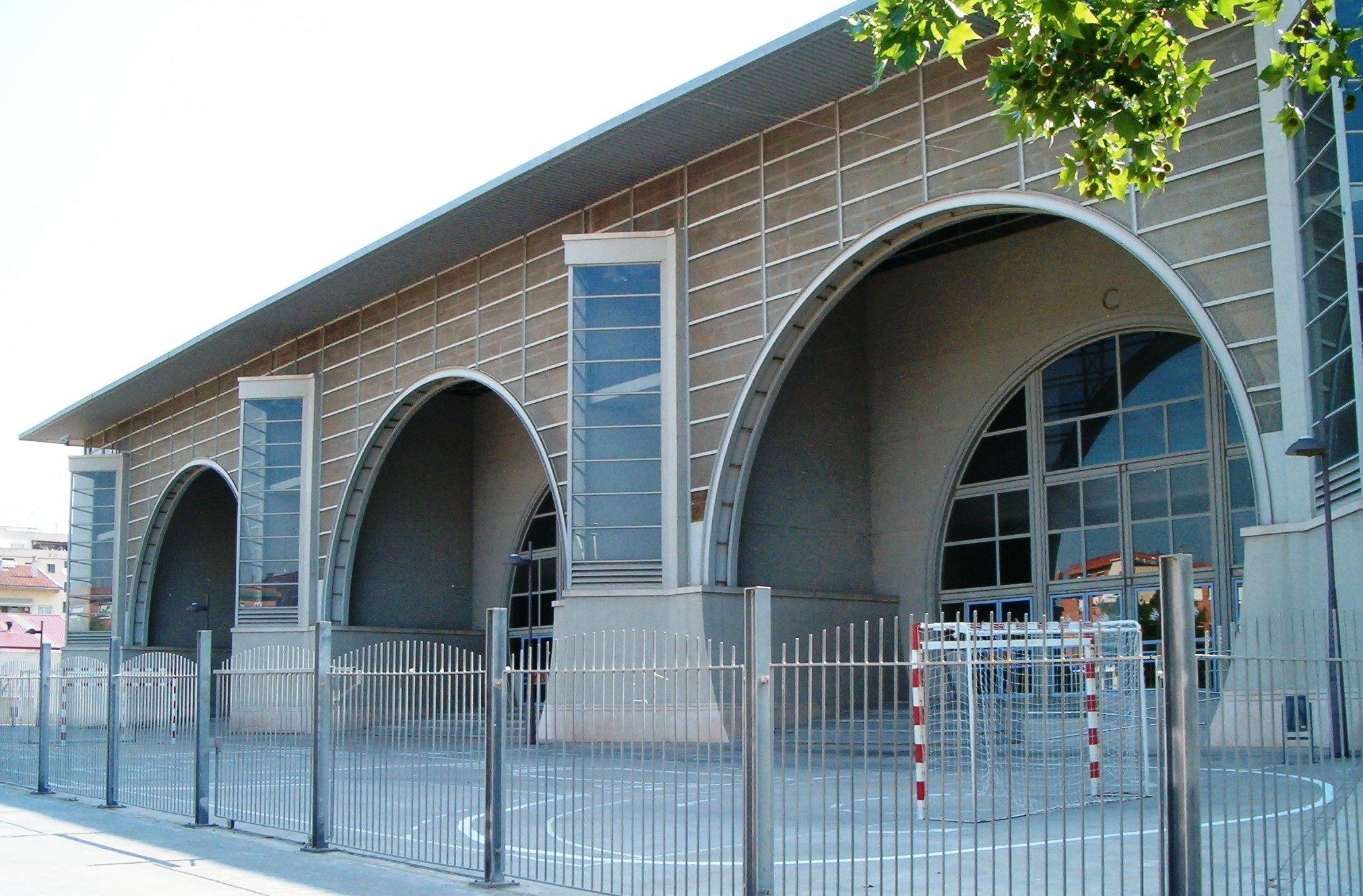
Le Palais des sports de Granollers (5 894 places).
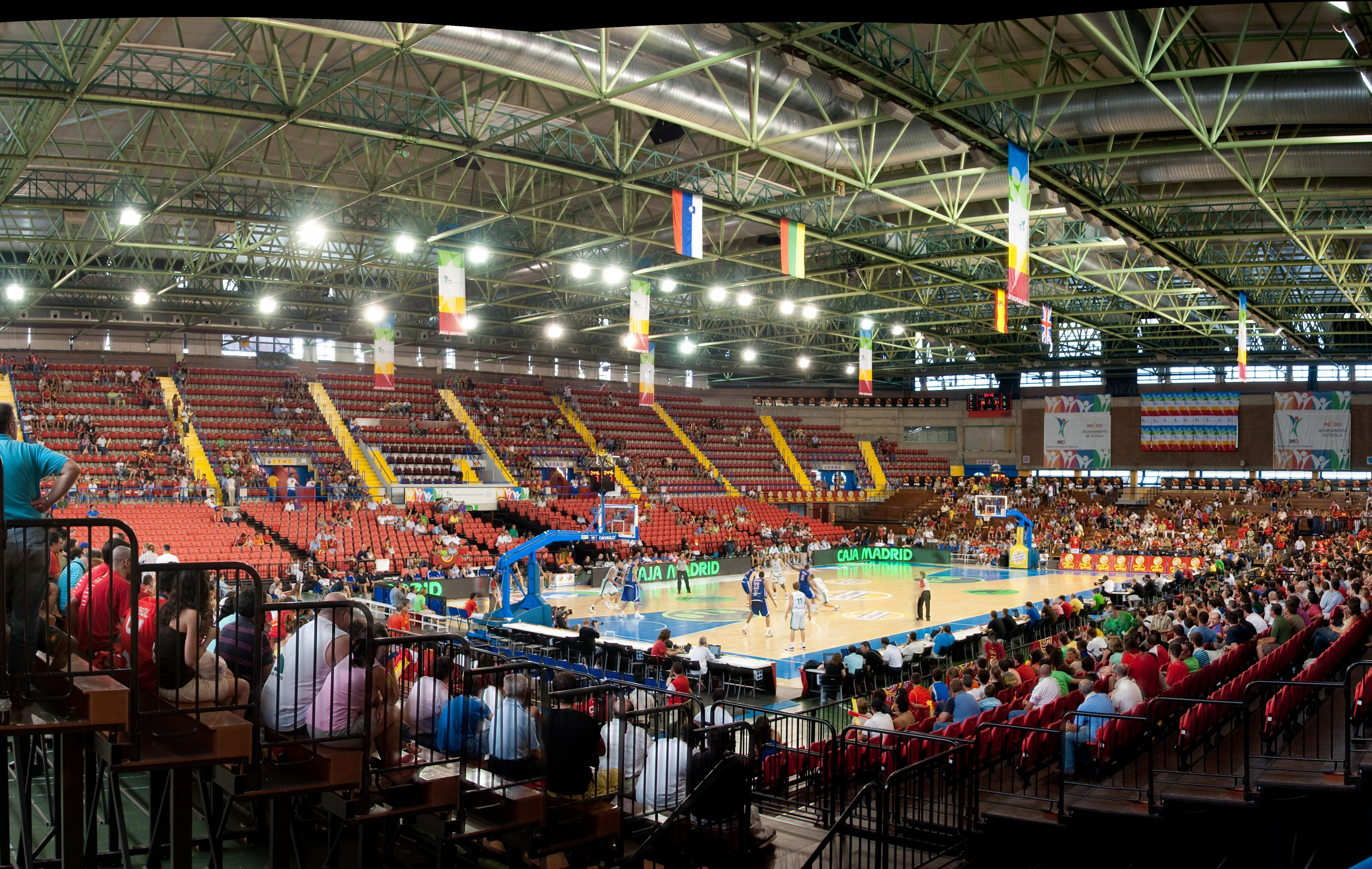
Le Palacio Municipal de Deportes San Pablo de Séville (7 626 places).
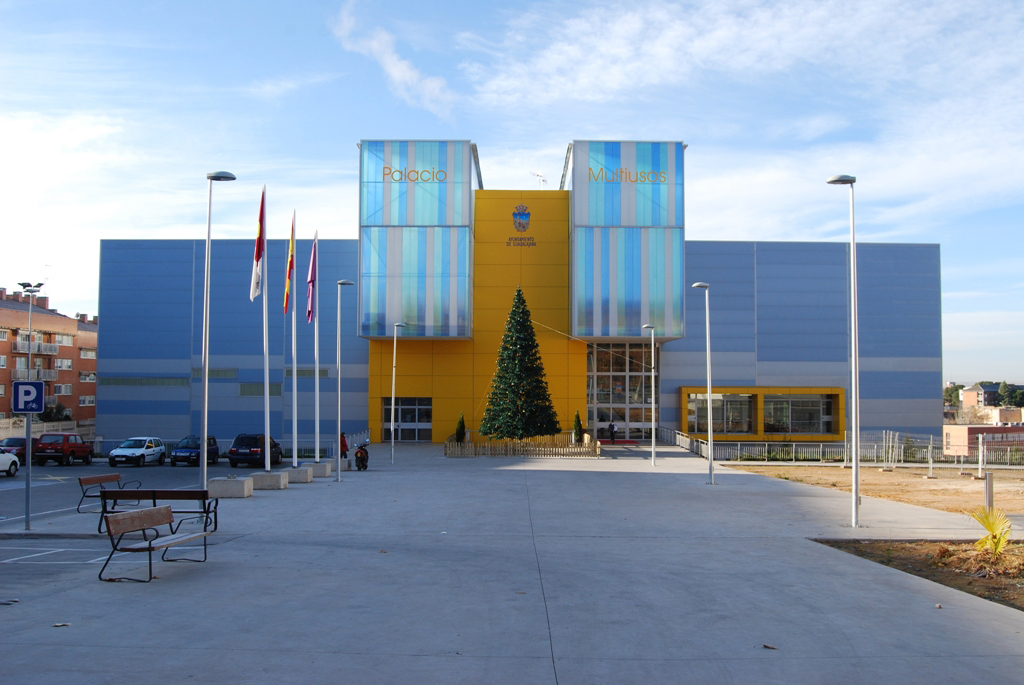
Le Palacio Multiusos de Guadalajara (5 894 places).